# Wolfgang Arnst
Wolfgang Arnst (* 1924; † 13. Mai 1986) war ein deutscher Schauspieler und Hörspielsprecher.

## Leben
Wolfgang Arnst wurde 1924 geboren und hatte seine ersten Bühnenauftritte Ende der 1940er Jahre am Deutschen Theater-Institut Schloss Belvedere in Weimar. Öffentlich nachvollziehbare Nachweise seiner weiteren Theatertätigkeit existieren ab 1954 für die Städtischen Bühnen Erfurt, anschließend folgten Engagements am Volkstheater Rostock und am Berliner Ensemble. Ab 1964 stand er für die DEFA und für den Deutschen Fernsehfunk, der 1972 vom Fernsehen der DDR abgelöst wurde, vor der Kamera.

## Filmografie
- 1964: Die Hochzeit von Länneken
- 1966: Die Tage der Commune (Theateraufzeichnung)
- 1967: Geheimcode B/13 (Fernseh-Vierteiler, 2 Episoden)
- 1968: Wege übers Land (Fernseh-Fünfteiler, 1 Episode)
- 1971: Dolles Familienalbum (Fernsehserie, 1 Episode)
- 1972: Leichensache Zernik
- 1974: Neues aus der Florentiner 73 (Fernsehfilm)
- 1976: Nelken in Aspik
- 1976: Werkstatt Zukunft II
- 1977: Unterwegs nach Atlantis
- 1979: Hochzeit in Weltzow (Fernsehfilm)
- 1979: Addio, piccola mia
- 1980: Der Baulöwe
- 1981: Trompeten-Anton (Fernsehfilm)
- 1983: Automärchen
- 1984: Klassenkameraden (Fernsehfilm)

## Theater
- 1949: Julius Hay: Kamerad Mimi – Regie: Otto Lang (Das Junge Ensemble Weimar)
- 1954: Autor unbekannt: Die Hammelkomödie vom Advokat Pathelin (Tuchhändler) – Regie: Willy Semmelrogge (Städtische Bühnen Erfurt)
- 1954: Thomas Gabbe: Der kristallene Schuh (ein alter Höfling) – Regie: ? (Städtische Bühnen Erfurt)
- 1962: Georg Büchner: Dantons Tod (Philippeau) – Regie: Hanns Anselm Perten (Volkstheater Rostock)
- 1962: Harald Hauser: Night step (Jeininger) – Regie: Hanns Anselm Perten (Volkstheater Rostock)
- 1962: Bertolt Brecht: Schweyk im Zweiten Weltkrieg – Regie: Erich Engel / Wolfgang Pintzka (Berliner Ensemble)
- 1971: Seán O’Casey: Kikeriki (Shanaar) – Regie: Werner Hecht / Hans-Georg Voigt (Berliner Ensemble)
- 1976: Bertolt Brecht: Der kaukasische Kreidekreis – Regie: Peter Kupke (Berliner Ensemble)
- 1976: Johann Nestroy: Der Unbedeutende (Baron) – Regie: Hein Trilling (Berliner Ensemble)
- 1977: Bertolt Brecht: Galileo Galilei – Regie: Manfred Wekwerth / Joachim Tenschert (Berliner Ensemble)
- 1986: Federico García Lorca: Komödie ohne Titel – Regie: Alejandro Quintana (Berliner Ensemble – Probebühne)

## Hörspiele
- 1980: Brüder Grimm: Das tapfere Schneiderlein (Volk) – Regie: Dieter Wardetzky (Kinderhörspiel – Litera)